# Solanum endopogon
Solanum endopogon är en tvåhjärtbladiga växtart som först beskrevs av Friedrich August Georg Bitter, och fick sitt nu gällande namn av Lynn Bohs. Solanum endopogon ingår i släktet skattor som ingår i familjen potatisväxter. Inga underarter finns listade i Catalogue of Life.